# Palacio Emo Diedo
El palacio Emo Diedo es un edificio italiano, que forma parte de los edificios históricos venecianos, situado en el barrio de “Santa Croce” de Venecia. Su fachada principal da al Gran Canal de Venecia y se encuentra frente a la estación ferroviaria de Santa Lucía.

## Historia
El edificio, encargado por la familia Emo, fue construido probablemente en la segunda mitad del siglo XVII. Está atribuido al arquitecto Andrea Tirali, aunque las pruebas documentales no son concluyentes. Su diseño marca distancias con la moda dominante en la época en Venecia, caracterizada principalmente por los proyectos barrocos del arquitecto Baltasar Longhena.
Con el tiempo, en 1795, el edificio pasó a ser propiedad de la familia Diedo. Posteriormente se convirtió en residencia de una congregación de las “Hermanas de la Caridad”.

## Descripción
La fachada principal manifiesta una factura inequívocamente neoclásica, con una planta a nivel del suelo, una planta noble y un amplio ático, completándose las tres alturas con un total de veinte huecos.
En el centro de la planta baja resalta el portalón, flanqueado por dos ventanas rectangulares que se arropan por un almohadillado que cubre toda la superficie. Por encima, una balaustrada recoge una trífora con arcos de medio punto por encima de la cual se dispone un tímpano. El resto de la fachada no contiene ningún tipo de adorno. En las traseras del edificio hay un pequeño jardín.